# Escala humana

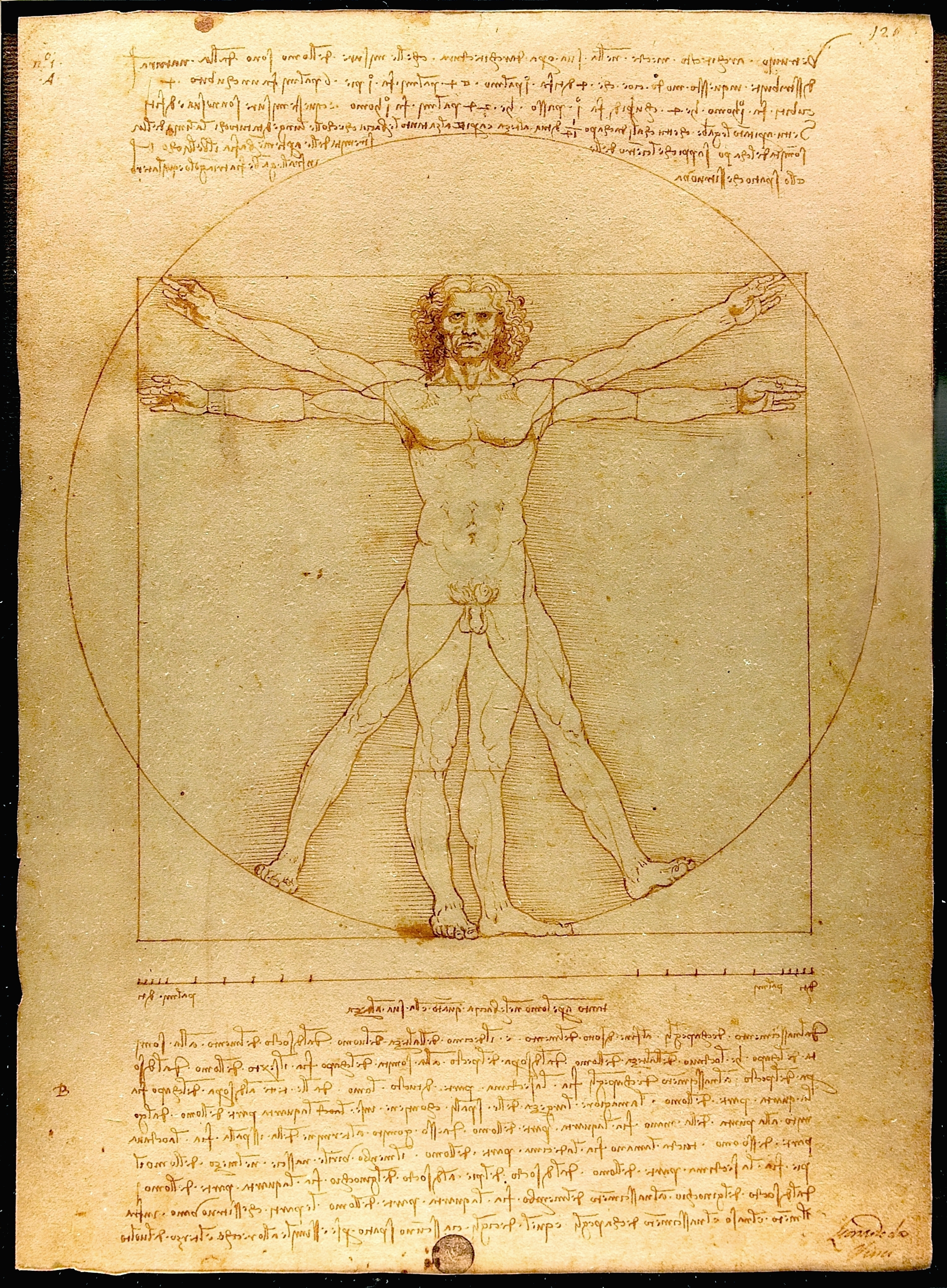
Homem vitruviano de Leonardo da Vinci

A escala humana é uma medida de referência relativa, utilizada nas artes e na arquitetura e baseada no corpo humano. Desde a Antiguidade o ser humano tinha a noção intuitiva do tamanho do seu corpo e a utilizava como parâmetro comparativo, de modo que Parmênides alegou, no século V a.C., que "o homem é a medida de todas as coisas". O arquiteto franco-suíço Le Corbusier dedicou boa parte de seus estudos ao desenvolvimento de uma medida universal para a arquitetura: o modulor.  Suas proporções forneceriam as medidas de referência para todos os aspectos do projeto.